# Gura Șuții (gmina)
Gura Șuții – gmina w południowej Rumunii, administracyjnie należąca do okręgu Dymbowica.
W skład gminy wchodzą 2 miejscowości: Gura Șuții i Speriețeni. Według stanu na rok 2011 liczyła 5462 mieszkańców, zaś w roku 2021 jej liczebność wynosiła 5106 mieszkańców.